# Gold (sång av Spandau Ballet)
Gold är en låt av den brittiska gruppen Spandau Ballet från deras tredje album True. 
Den utgavs som den fjärde singeln från albumet i augusti 1983 och nådde 2:a plats på brittiska singellistan, vilket var deras näst högsta placering på singellistan efter den föregående singeln True som toppade listan. Låten blev även en topp 10-hit i flera europeiska länder och nådde 29:e plats på Billboard Hot 100 i USA.
Låten har även långt senare varit populär och förekommit i en mängd olika sammanhang. Bland annat spelad regelbundet för att fira guldmedaljörer vid olympiska sommarspelen 2012 av radiostationen Absolute Radio, som också bjöd in sångaren Tony Hadley att framföra den live i studion. Hadley sade i en intervju 2011 att låten fortfarande gillas och sjungs av unga människor idag och att han får mängder av erbjudanden att framföra den vid olika evenemang.
2009 gjorde Spandau Ballet en nyinspelning av låten i akustisk stil till albumet Once More.

## Utgåvor
7" version
1. "Gold" – 3:54
2. "Gold (Instrumental)" – 2:40

12" version
1. "Gold (Extended Version)" – 7:12
2. "Foundation (Live)" – 3:54